# Free (album Gavin DeGraw)
Free è il terzo album in studio del cantante statunitense Gavin DeGraw, uscito nel 2009.

## Il disco
In questo album DeGraw presenta 9 brani del genere Pop rock/Country rock/Soft rock.
Per quanto riguarda le classifiche è entrato alla posizione numero 19 della Billboard 200, alla numero 29 in Danimarca e solamente alla numero 76 in Olanda.
In entrambi i paesi DeGraw ottenne molto successo con i precedenti album Chariot e Gavin DeGraw.
Infatti anche negli USA, sebbene l'album fosse entrato alla 19, nella seconda settimana di presenza in classifica il CD era già alla numero 97.
Free è inoltre l'unico album di Gavin DeGraw a non essere entrato nelle classifiche italiane dei 100 album più venduti.
Il primo singolo a venire estratto è Stay.

## Tracce
1. Indian Summer
2. Free
3. Stay
4. Mountains to move
5. Glass
6. Lover be strong
7. Dancing shoes
8. Waterfall
9. Why do the men stray

## Classifiche
| Paese       | Posizione più alta |
| ----------- | ------------------ |
| Danimarca   | 29                 |
| Paesi Bassi | 76                 |
| Stati Uniti | 19                 |
| Svizzera    | 96                 |